# Hotel Hesperia Tower
L'Hesperia Tower és un edifici emplaçat al barri de Bellvitge de l'Hospitalet de Llobregat (Barcelonès), inaugurat el 2006.
Consisteix en una torre de 28 plantes i 105 metres; és, per tant, l'edifici més alt de la ciutat, fins que es construeixin els edificis de la Plaça Europa. Està coronat per una cúpula de vidre que alberga un restaurant panoràmic dirigit pel cuiner Santi Santamaria, que fou inaugurat el maig del 2006. Ha estat dissenyat pels estudis de l'arquitecte britànic Richard Rogers, juntament amb l'estudi d'arquitectura Alonso i Balaguer. L'edifici està situat al sud de la ciutat, concretament al barri de Bellvitge, i alberga un hotel de 5 estrelles de la cadena Hesperia que disposa de 280 habitacions, un centre de congressos de 5.000 m² i un centre esportiu.